# Marija Panfiłowa
Marija Aleksandrowna Panfiłowa z domu Sadiłowa (ros. Мари́я Алекса́ндровна Панфилова (Садилова), ur. 11 października 1987 w Permie) – rosyjska biathlonistka, trzykrotna medalistka mistrzostw Europy w biathlonie. Od 2012 reprezentantka Ukrainy.

## Osiągnięcia

### Zimowe igrzyska olimpijskie
| 2014 Soczi/Krasnaja Polana (Rosja) | 8. miejsce (RM), |